# Édouard Thuau
Édouard Thuau est un homme politique français né le 6 mai 1861 à Rennes (Ille-et-Vilaine) et décédé le 18 janvier 1934 à Monaco.
Industriel, il est à la tête de la Fonderie Guy à Rennes, en prenant en 1899 la succession de Jean Guy, son fondateur. Il est aussi inspecteur départemental de l'enseignement technique. Il est député d'Ille-et-Vilaine de 1924 à 1928, siégeant au groupe de l'Union républicaine démocratique.

## Sources
- « Édouard Thuau », dans le Dictionnaire des parlementaires français (1889-1940), sous la direction de Jean Jolly, PUF, 1960 [détail de l’édition]